# Samuel G. Arnold
Samuel Greene Arnold, Jr., född 12 april 1821 i Providence, Rhode Island, död 14 februari 1880 i Providence, Rhode Island, var en amerikansk republikansk politiker. Han representerade delstaten Rhode Island i USA:s senat 1862–1863.
Arnold utexaminerades 1841 från Brown University. Han avlade 1845 juristexamen vid Harvard Law School och inledde därefter sin karriär som advokat. Han var viceguvernör i Rhode Island 1852–1853 och 1861–1862.
Senator James F. Simmons avgick 1862 och efterträddes av Arnold. Han efterträddes följande år av William Sprague.
Arnolds grav finns på Swan Point Cemetery i Providence.